# Crotalus oreganus
El cascabel del oeste (Crotalus oreganus) es una especie de serpiente venenosa que pertenece a la subfamilia de víboras de foseta. Es nativo de América del Norte, desde el suroeste de Canadá, oeste de Estados Unidos, hasta el noroeste de México. Su rango altitudinal oscila entre 0 y 2750 m.

## Taxonomía
Se reconocen las siguientes subespecies:
- Crotalus oreganus abyssus Klauber, 1930
- Crotalus oreganus caliginis Klauber, 1949
- Crotalus oreganus concolor Woodbury, 1929
- Crotalus oreganus helleri Meek, 1905
- Crotalus oreganus lutosus Klauber, 1930
- Crotalus oreganus oreganus Holbrook, 1840